# 金正日
金正日（朝鲜语：／，發音：[kim.dzɔŋ.il] ⓘ；1941年2月16日—2011年12月17日），是朝鮮民主主義人民共和國的第二代最高領導人，朝鲜劳动党永远的总书记。生前擔任朝鮮勞動党中央委员会总书记、朝鮮國防委員會委員長、朝鮮人民軍最高司令官及朝鮮勞動黨中央軍事委員會委員長等職務。金正日是朝鮮建國第一代最高領導人金日成的長子，其母為金正淑。金正日经过实际上的世襲制擔任朝鲜最高领导人，統治朝鮮長達17年162天。

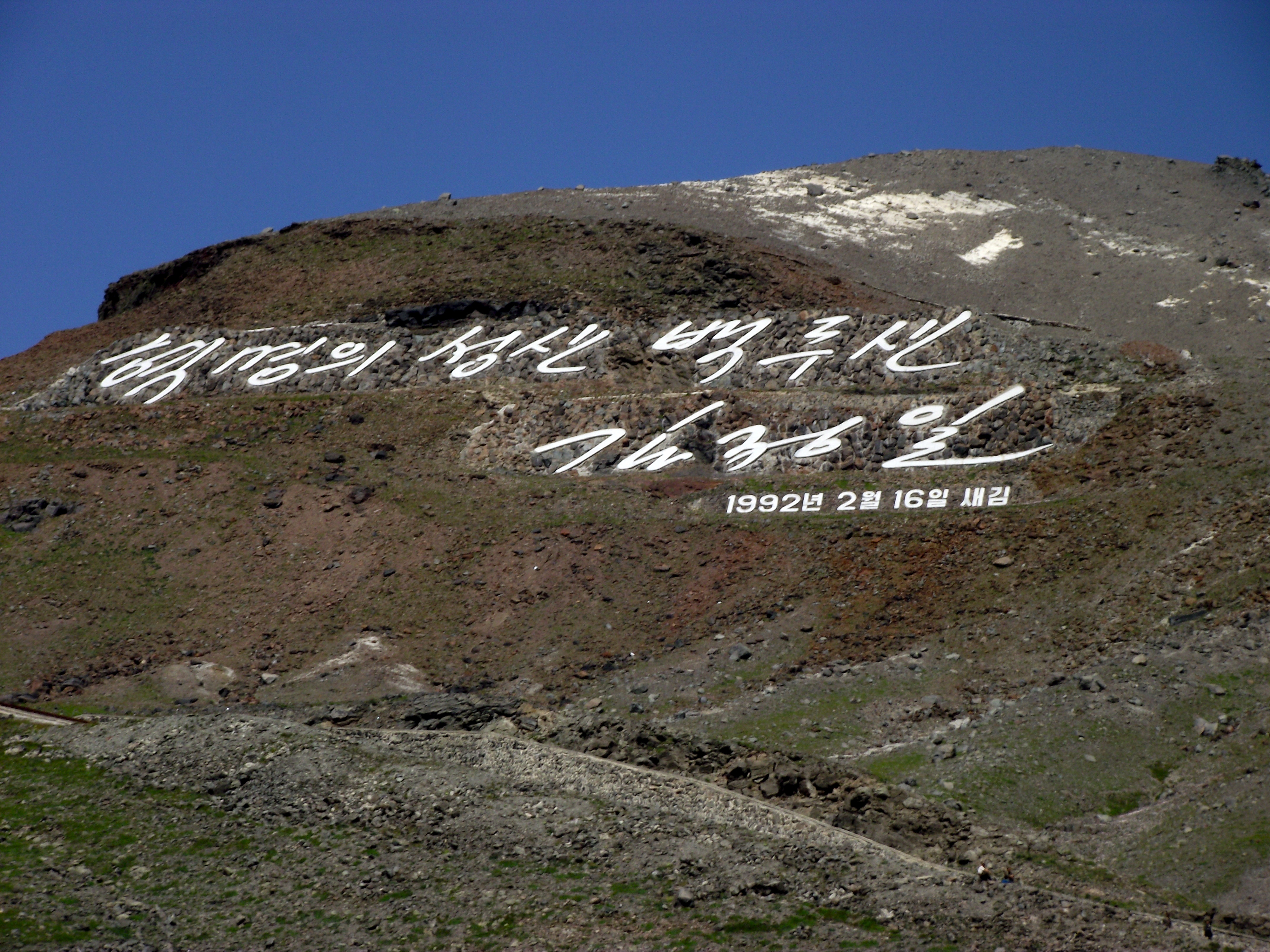
长白山（白头山）上的金正日题词：「혁명의 성산 백두산」（革命的圣山白头山）

1992年4月20日被授予朝鲜民主主义人民共和国元帅军衔（朝鲜语称军衔为“军事称号”），2012年2月14日被追授朝鲜民主主义人民共和国大元帅军事称号。2012年4月11日的劳动党代表会议上被拥戴为“永远的总书记”，将朝鲜劳动党总最高领导人的职称改为“第一书记”；在13日的第12届最高人民会议第5次会议上被拥戴为「永远的国防委员会委员长」；2016年最高人民會議修憲，改尊稱為。

## 出生地争议
朝鮮民主主義人民共和國政府聲稱，金正日于1942年2月16日出生在两江道三池渊郡的白头山密营。但這個說法受到外界質疑。
根据苏联方面的记录，他是1941年2月16日在苏联俄罗斯苏维埃联邦社会主义共和国遠東區哈巴羅夫斯克附近的维亚茨科耶军营出生的。当时金日成任苏联远东方面军独立第88步兵旅（又称东北抗日联军教导旅）第一营上尉营长，这支军旅由撤至苏联的东北抗日联军餘部组成。金正日把出生年份报小一年，相信是为了使人认为他是在父亲30岁那年出生。
但他在和金大中的会谈里承认过他的祖籍是位于如今韩国的全罗道，本籍全州金氏。
金正日幼年时的名字是尤里·日成诺维奇·金（俄语：Юрий Ирсенович Ким，羅馬化：Yuriy Irsenovich Kim，發音：[ˈjʉrʲɪj ɪrsɛˈnofit͡ɕ ˈkʲim]），朝鮮名为，对应的汉字是“金正一”。

## 家世背景
- 高祖父是金膺禹。
- 曾祖父是金輔鉉，朝鲜王朝时期的农民，金膺禹的长子。本貫全州金氏。平安南道人。
- 曾祖母是李寶益。
- 祖父是金亨稷（順川），朝鲜独立运动家。
- 祖母是康盤石，其父亲康敦煜是平安南道大同郡的长老会牧师。
- 父親是金日成。
- 母親是金正淑。

## 生平

### 幼年

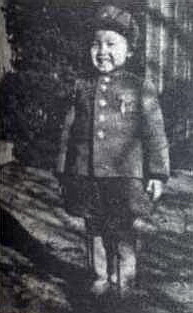
幼年的金正日（1947年）

- 在苏联境内的东北抗联教导旅时期，金正日的俄文名字叫做苏拉，住幼儿园，每週由警卫员接回教导旅营地与父母过週末[7]。
- 1945年11月下旬，三歲的金正日随着母亲金正淑离开远东训练基地，乘船回到朝鲜先锋港。第二天又随着母亲金正淑到达清津，并在那里停留約一個月。
- 1945年12月22日，他跟随母亲金正淑乘有篷货车离开清津，12月29日到达平壤。进入培养高层干部子女的南山幼儿园。

### 学生时期
- 1949年6月，7歲的金正日进入南山人民学校。
- 1950年10月，由於朝鮮戰爭爆发，去中華人民共和国吉林省就读。
- 1952年10月，進入吉林市朝鮮族小學學習[8]。
- 1953年初，加入中國少年先鋒隊，並被選為中隊委、模範學生[8][9]。
- 1953年2月，11歲的金正日進入遷來吉林市的万景台革命学院[8]。
- 1953年7月，金正日回到朝鲜[8]。
- 1953年9月至1954年8月，在平安南道胜湖郡三石小学和平壤第四小学读书。
- 1954年9月起，12歲的金正日在朝鲜副部长以上级别干部子女才能进入的平壤第一中学（10年制学校，1959年4月改称南山高中）读书。
- 1956年12月12日，14歲的金正日加入朝鲜民主青年同盟，历任民主青年同盟基层组织委员长、学校民主青年同盟副委员长（委员长由教师担任）。
- 1960年7月15日，18歲的金正日从南山高中（原平壤第一中学）毕业。
- 1960年9月1日，18歲的金正日升入金日成综合大学，在经济系的政治经济学專業類組中學習。
- 1961年4月21日至5月8日，19歲的金正日在平壤纺织机械制造所（平壤纺织机械厂）工具车间参加了生产实习。
- 1961年5月中旬至6月初，19歲的金正日参加了平壤市卧山洞——龙城间公路扩建工程建设。
- 1961年7月22日，加入朝鲜劳动党，金正日在大学时代積極深入参与大学党委员会活动。
- 1962年2月16日，20歲的金正日所在的班级政治经济学专业二年级一班荣获了千里马班级称号。
- 1962年8月下旬起，金正日在平壤东北24多公里的御恩洞参加了历时40多天的军事野营训练。
- 1963年2月4日，21歲的金正日所在的班级又第一个获得了双重千里马班级的称号。
- 1963年2月5日，《民主青年》报在整整一个版面上，刊登了金正日和大学生们在一起的照片与获得双重千里马班级称号的消息。
- 1964年3月18日，22歲的金正日发表了题为《郡在社会主义建设中的地位和作用》的毕业论文。
- 1964年3月30日，金正日从金日成综合大学毕业。

### 工作經歷
- 1964年大学毕业后，金正日先是在劳动党中央委员会秘书室参事室工作，后调到内阁首相参事室工作。
- 1964年4月1日，金正日被指派到朝鲜劳动党中央委员会任職。
- 1964年6月19日起，在朝鲜劳动党中央委员会正式开始了工作。
- 1965年4月9日到4月21日，23歲的金正日以“警卫军官”的身份随同金日成访问了印度尼西亚。
- 1966年2月，24歲的金正日出任朝鲜劳动党中央委员会组织指导部责任指导员。
- 1969年，27歲的金正日升任党组织指导部副部长和宣传鼓动部副部长。

### 接下黨指揮職
- 1972年10月，30歲的金正日在朝鲜劳动党第五届中央委员会第五次全体会议上，当选为党中央委员会委员。
- 1973年7月，31歲的金正日肩负起朝鲜劳动党中央委员会宣传鼓动部部长的重任，直接领导了全党的思想工作。
- 1973年9月17日，在朝鲜劳动党第五届中央委员会第七次全体会议上，当选为朝鲜劳动党中央委员会书记兼指导部长、宣传鼓动部书记。参与了三大革命红旗获得运动。
- 1974年2月13日，在朝鲜劳动党第五届中央委员会第八次全体会议上，当选为朝鲜劳动党中央政治局委员，被推戴为金日成的接班人。

### 確立思想體系
1974年2月19日，金正日在全国党的宣传工作者讲习会上，把金日成革命思想正式确定为主体的思想、理论及方法的统一体系，并以此为基础宣布实现“全社会主体思想化”为朝鲜劳动党的最高纲领。1980年10月10日，在朝鲜劳动党第六次代表大会一次全体会议上，当选为党中央政治局常务委员会委员、党中央政治局委员、党中央委员会书记、党中央军事委员会委员。1983年6月，金正日与时任朝鲜国防部长吴振宇秘密访问中国，与中国高层领导人会面，是为金正日首次访问中华人民共和国。
1990年5月，在第九届最高人民会议第一次会议上，当选为朝鲜民主主义人民共和国国防委员会第一副委员长。1991年1月中旬，金正日把8月28日定为青年节，并于1991年8月26日向迎接第一个青年节的全国青年致函《青年要做无限忠于党和领袖的先锋》。1991年12月24日，在朝鲜劳动党第六届中央委员会第十九次全体会议上，在金日成的提议下，被推举为朝鲜人民军最高司令官。
1993年，美韩举行“协作精神—93”联合军事演习，使朝鲜半岛的核危机达到极点。3月8日，金正日下达了朝鲜人民军最高司令官第0034号命令《向全国、全民、全军宣布准战时状态》。命令全国、全民、全军自1993年3月9日起进入准战时状态。1993年3月12日，金正日指示政府发表朝鲜民主主义人民共和国政府声明，宣布退出不扩散核武器条约。3月24日，金正日向全国、全民、全军下达了关于解除准战时状态的命令，并向“在保卫国家的主权和革命胜利果实的斗争中高度发挥了忠诚的”朝鲜人民军、朝鲜人民警备队官兵和工农赤卫队、红色青年近卫队队员、全体党员和劳动者致以感谢信。1993年4月9日，在第九届最高人民会议第五次会议上，在金日成的提议下，被推戴为朝鲜国防委员会委员长。

### 守孝三年
金日成于1994年7月8日去世后，金正日为父守孝三年，朝鲜劳动党中央委员会总书记和朝鲜劳动党中央军事委员会委员长的职务因此空缺三年。

### 接任劳动党总书记
1997年10月8日，朝鲜劳动党中央委员会和朝鲜劳动党中央军事委员会发表特别公报，宣布金正日当选为朝鲜劳动党总书记。同年發動為期4年的「深化組事件」清洗運動，令二萬人受到迫害，數千人致死。1998年7月14日，中央选举委员会公布金正日被登记为第666号选区最高人民会议议员候选人。7月26日，第10届最高人民会议议员选举第666号选区举行选举，拥戴金正日为朝鲜民主主义人民共和国最高人民会议议员。1998年9月5日，第10届最高人民会议第一次会议在平壤举行。会议一致通过审议修改补充的朝鲜民主主义人民共和国社会主义宪法。新通过的社会主义宪法的国家机构章把国防委员会的权能规定为“是国家主权的最高军事领导机关，是全盘的国防管理机关。”并推戴金正日为国防委员会委员长。
1999年初，金正日向国内外宣布：朝鲜劳动党的领导就是先军领导，他的政治就是先军政治。2000年6月13日至6月15日，在平壤与韩国总统金大中会面，为朝鲜半岛分裂后朝韩领导人首次会面。
2003年9月在第十一届最高人民会议第一次会议上、2009年4月第十二届最高人民会议第一次会议上，再次当选为国防委员会委员长。2010年9月28日，在朝鲜劳动党第三次代表会上，再次当选为朝鲜劳动党总书记。
金正日担任朝鲜劳动党总书记、朝鲜国防委员会委员长、朝鲜人民军最高司令官及朝鲜劳动党中央军事委员会委员长等重要职务。朝鲜的官方機構經常用「伟大领导者金正日同志」（/）称呼他。

### 对外关系与军事冲突

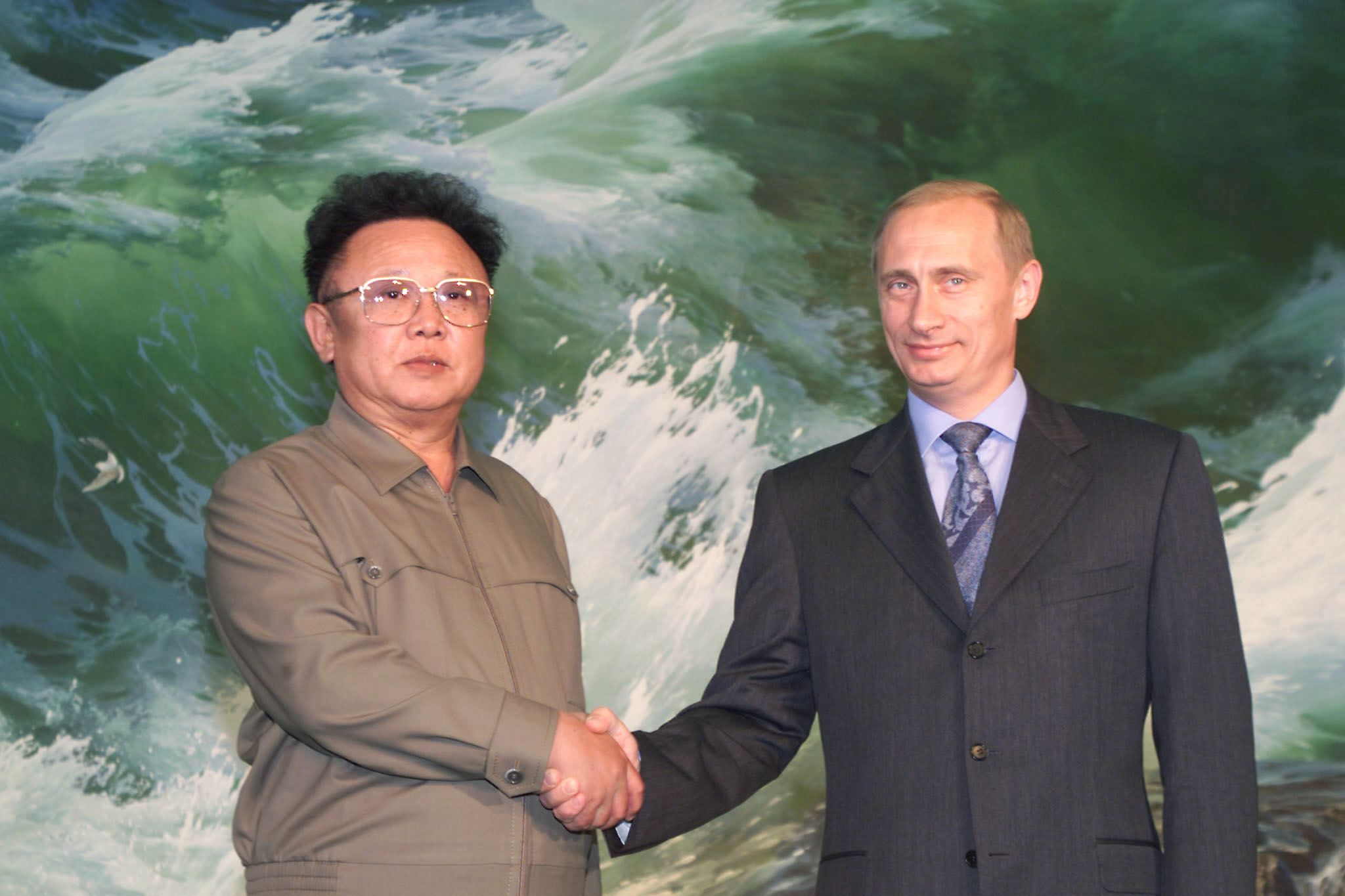
2000年，金正日接見到訪的俄羅斯總統普京。

金正日和其父一样害怕炸弹暗杀而不愿坐飞机，去外国时一向坐防弹列车，他乘坐飞机的明确纪录只有1965年随父访问印尼时有一次。中国在改革开放后为发展经济，开始寻求与韩国建交。1992年7月12日，时任中共中央总书记的江泽民特别约谈刚刚从非洲访问归来的国家主席杨尚昆和外交部长钱其琛，决定派钱其琛赴朝通报中国决定与韩国建交的立场。据钱其琛回忆，此次金日成接见中国代表团时间之短、气氛之平淡前所未有，甚至惯例中的宴会招待也没有出现。这种冷淡一直持续到1999年金永南访华，中朝双方的高层互访才得以恢复。
1992年以后20年间，朝鲜向越南出售300多枚弹道导弹，足以威胁中国城市。
1996年9月，朝鲜特种部队渗透至韩国东海岸江陵市附近，以搜集韩国的情报，由于渗透用的潜艇搁浅，26名朝鲜人被迫弃艇，并从海滩登陆冲入附近山林中隐藏。韩国陆军和警察随即对他们展开时长两个多月的追捕，26名朝鲜人中仅有2人生存（1人受伤后逃回朝鲜，1人向韩国警方投降），其余全部死亡。而韩国方面有16人丧生（包括军人和百姓），27人受伤。
2000年3月5日，金正日应中华人民共和国驻朝特命全权大使的邀请访问中国大使馆。2000年5月29日至31日，金正日应中国共产党中央委员会总书记、中华人民共和国主席江泽民的邀请，对中华人民共和国进行非正式访问。此后，2001年1月15日至20日，金正日对中华人民共和国进行非正式访问。
2000年7月19日，普京首次访问朝鲜，与朝鲜劳动党总书记金正日举行会谈，恢复了因1990年苏联与韩国建交而中断的俄朝关系。
2006年10月，朝鲜成功进行了第一次核试验，联合国安理会15个成员国一致通过谴责并制裁朝鲜的联合国安理会第1718号决议。2009年朝鲜第二次核试验成功，联合国安理会再次通过谴责并制裁朝鲜的联合国安理会第1874号决议。
2010年5月3日至7日和8月26日至30日，金正日应中国共产党中央委员会总书记、中华人民共和国主席胡锦涛的邀请，对中华人民共和国进行了非正式访问。
2010年11月23日下午，位于韩国西部海域的延坪岛遭到来自朝鲜人民军的数十发炮弹炮击，岛上数十座建筑和住宅受损或起火，韩国军方进行了回击。11月24日，韩国延坪岛发现在韩朝炮战中死亡的2名平民的尸体。朝方炮弹一共造成2名韩国海军士兵死亡，20人受伤，伤者中有17名韩军士兵和3名平民。2010年11月23日，俄罗斯外交部长谢尔盖·拉夫罗夫通过记者会谴责朝鲜炮轰韩国领土延坪岛。之后于11月25日再次谴责朝鲜对美国盟友韩国的炮击，称：“不能将韩国进行射击训练与朝鲜炮击平民居住的韩国领土相提并论。重要的是延坪岛事件造成人员伤亡。”朝鲜又于12月8日上午9点4分向白翎岛东北方北侧海域进行了炮击。韩国军方在延坪岛的实弹射击训练于12月20日下午2时30分开始。
2011年5月20日至26日，金正日应中国共产党中央委员会总书记、中华人民共和国主席胡锦涛的邀请，对中华人民共和国进行了非正式访问。2011年8月25日至27日，金正日在结束对俄罗斯西伯利亚和远东地区的访问归国的路上，经过中华人民共和国，对东北地区进行了访问。
2012年与2013年，联合国安理会又通过谴责并制裁朝鲜发射人造地球卫星光明星三号与进行第三次核试验的相关决议同日，朝鲜宣布同意联合国与国际原子能机构核查人员重返朝鲜。

### 所获军事称号及荣誉等
1975年2月15日、1982年2月16日、1992年、2011年12月19日先后四次被授予“朝鲜民主主义人民共和国英雄”称号。1992年4月20日被授予朝鲜民主主义人民共和国元帅军事称号。2012年2月14日追授“朝鲜民主主义人民共和国大元帅”军事称号。1978年、1982年、1992年、2012年3月29日先后四次被授予金日成勋章。1973年2月、2012年3月29日被授予金日成奖等许多勋章和奖章。

### 人权纪录
根据2004年人权观察的报告，朝鲜政府是“世界上最镇压成性的政府之一”，据美韩官员估计关押有20万名政治犯，也没有媒体、宗教、政治异见和平等教育的自由。“事实上政治、经济、社会生活的各方面都是由政府控制的。”金的政府被指控由于创造和延长了1990年代的饥荒而犯下了“反人类的罪行”。

### 个人崇拜

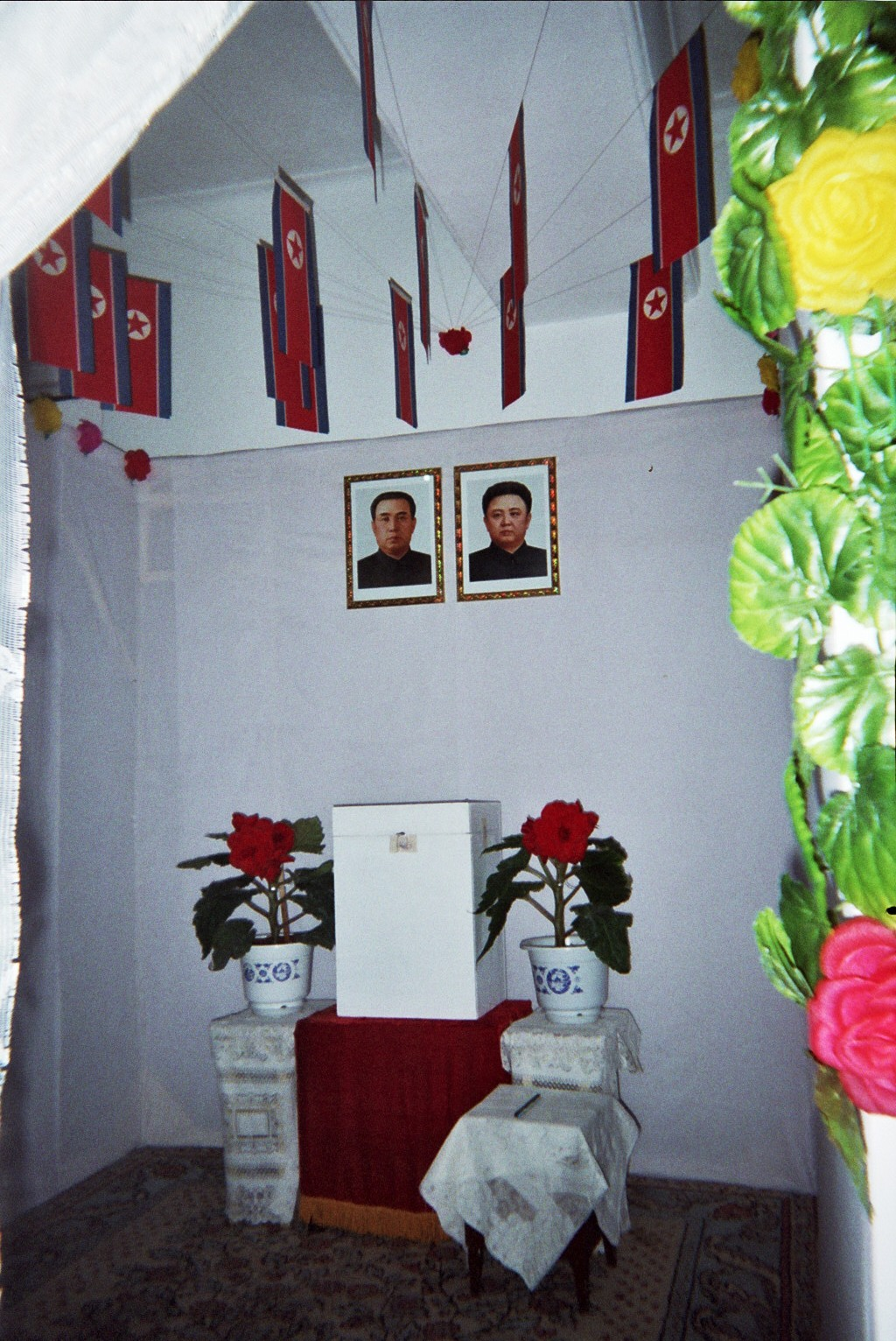
朝鲜的一处投票站，后面懸掛金氏父子肖像。

金正日沿袭其父金日成的做法，大力营造自己的个人崇拜。叛逃者提到在朝鲜的学校里父子二人都被奉若神明。
2002年在他60岁（官方）生日时，全国举行了盛大的活动庆祝他的甲子寿。很多朝鲜人相信他的情绪变化能影响天气。2010年时朝鲜媒体报道金正日的杰出着装方式影响了世界服装潮流。朝鲜媒体还声称他发明了汉堡包。在朝鲜存在着许多赞美他的称呼（金正日称谓列表）。尽管他从无指挥经验，朝鲜的国民却称他为“百战百胜的钢铁领将”。

### 个人财产
星期日泰晤士报曾报道，金正日在卢森堡存了40亿美元，以便政权垮台出逃时使用。

## 逝世
朝鮮中央電視台2011年12月19日正午报道，金正日在乘火車視察地方的途中，因急性心肌梗死併發心源性休克于2011年12月17日上午8點30分去世，也有消息称金正日实际于12月16日晚8时左右在位于平壤的官邸去世。金正日的葬禮将於同月28日舉行，朝鲜方面宣布从12月17日至29日全国哀悼。
由於金正日生前已經預定由三子金正恩接班，因此在金正日逝世后，朝鲜劳动党中央委员会、朝鲜劳动党中央军事委员会、朝鲜国防委员会、最高人民会议常任委员会、内阁共同发表了《告全体党员、人民军官兵和人民书》，要求全体党员、人民军官兵和人民“忠于尊敬的金正恩同志的领导”，党和人民军队以及人民保持团结。
收到金正日逝世的消息后，中国共产党中央委员会、全国人大常委会、国务院、中央军事委员会共同向朝鲜当局发唁电，对金正日的离世表示沉痛悼念。而联合国在大会上按照惯例，全体为他默哀一分钟（美、日、南韓、欧盟等退席）。

## 外交事务

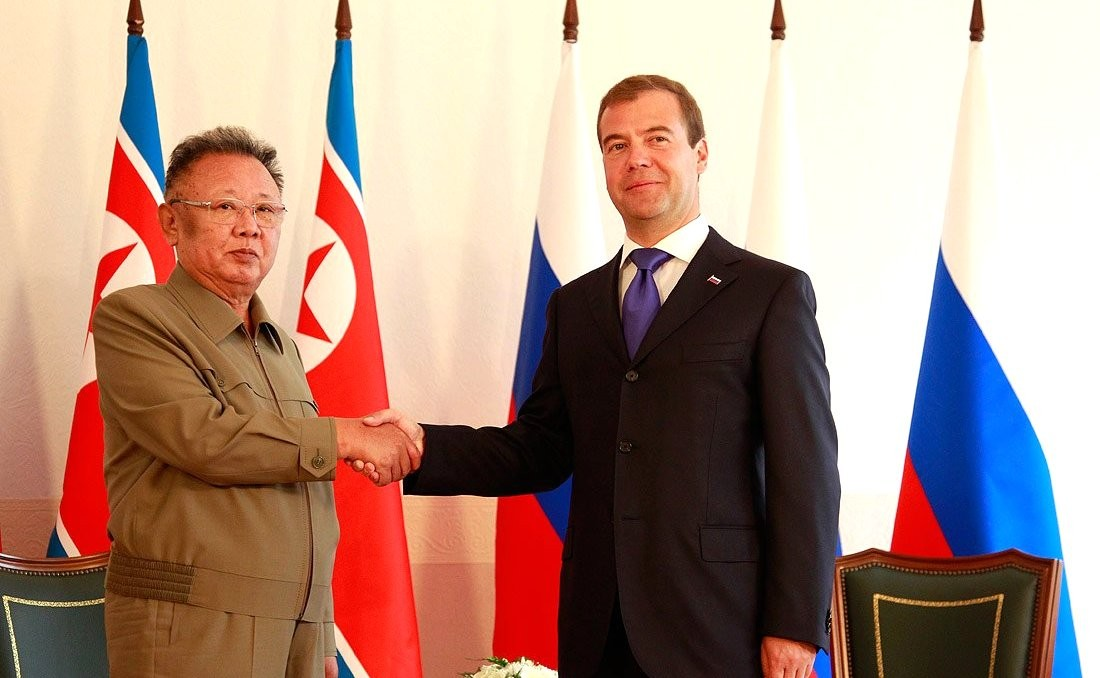
2011年8月24日，俄羅斯總統德米特里·梅德韦杰夫接見到訪的金正日。

- 金正日与俄羅斯總統普京在莫斯科会晤提升了朝俄关系。
- 2000年，金正日与韩国总统金大中实现战后第一次北南首脑会晤，他还批准支持允许韩国公司开发朝鲜金刚山，缓和、促进南北关系。
- 金正日曾在1990年代批判中国的市场经济改革是修正主义。2000年及之后，金正日作为朝鲜领导人三次访问中国，并赞赏“有中国特色的社会主义”，发展了朝中两国两党关系。
- 金正日和美國國務卿马德琳·奥尔布赖特在平壤会晤，朝鲜军方二号人物赵明禄次帅访问了美国。朝美关系空前缓和。金正日说，朝鲜问题关键在于美国放弃对朝敌视政策。坚持对朝接触政策的克林顿被反對獨裁的小布什代替后，朝美关系陷入了僵局和对立。2004年，朝鲜提出发展核武器，2005年宣布拥有核武器。国际上对其是否拥有核武将信将疑，但普遍认为这使朝鲜陷入孤立。
- 金正日2002年9月与日本首相小泉纯一郎会晤，签署《日朝平壤宣言》，实现朝日两国关系正常化。在该次会谈中，金正日首次承认了朝鲜綁架日本人問題，并向日方道歉。
- 首次与英国、爱尔兰等欧洲国家建立了外交关系。与朝鲜有邦交的国家达到157个。
- 金正日2011年5月27日早6時30分許結束行程達6000多公里、為期8天的中國之旅，返回了朝鮮。

## 相关事件
- 根据脱北者的说法，金正日1966年进入朝鲜劳动党组织指导部后，授意策划或指挥了朝鲜绑架日本人事件、1983年在缅甸首都仰光刺杀韩国总统全斗焕未遂事件、绑架韩国女演员崔银姬事件和1987年大韓航空858號班機空難，但朝鮮政府從來都沒有承認過这些说法。[45][46][47]
- 根据朝鲜媒體稱，金正日年輕時受到東歐多間著名大學邀請入學，金正日以朝鲜已有好大學為理由拒絕，入讀金日成綜合大學。
- 金正日於2010年5月3日訪中國，據說要求中國提供最新的歼十戰機等軍事援助，被拒絕後臨時取消在北京和胡錦濤一起觀看歌劇《紅樓夢》，匆匆回國。[48][需要較佳来源]
- 1947年夏，金正日亲眼目睹弟弟金万一（1944年生）在平壤金日成官邸内的水池里玩耍时淹死。据2011年12月20日《明报》报道，有俄国文件披露是时年5岁的金正日亲手按着弟弟的头，把弟弟淹死在水池里。
- 金正日的长子、金正恩的兄长金正男因为在2001年曾持假护照携妻子儿女游玩日本东京迪士尼乐园，并多次赞美中国的改革开放，声言朝鲜只有学习中国建立社会主义市场经济体制才有出路，因而不仅丧失了继承朝鲜最高领袖的可能性，而且不得不移居澳门、上海、北京等地，十数年间未回朝鲜[49]；2017年2月13日，金正男在馬來西亞吉隆坡国际机场遭到刺殺身亡，而此前就有传闻稱其曾经多次遭到金正日、金正恩父子暗杀未遂。[50]

## 酷爱电影
金正日十分热衷于电影创作，1964年9月，朝鲜劳动党中央委员会把“领导电影艺术部门”的任务交给了刚大学毕业的金正日。
1968年，26岁的金正日以自己的出生地“白头山”为名，组建了白头山创作团，他成了创作团的一名成员，同时着手将父亲金日成在抗日期间创作的名著《血海》搬上银幕。
据朝鲜外文出版社出版的《金正日传略》记载，金正日在这部片子拍摄期间，经常到片场“视察指导”，有时跟电影导演几天几夜地坐在一起，帮导演制定脚本，并与演员交流表演技巧、谈论形象设计和摄影，有时甚至到剪辑室亲自剪片。“在拍摄一幕日本兵的施虐场面时，他甚至冒着木头房子着火的滚滚浓烟协助拍戏。”
除了《血海》，朝鲜人熟知的金正日亲自参与创作的电影至少还有三部：《卖花姑娘》、《鲜花盛开的村庄》和《女学生日记》。电影里的很多歌曲，都由金正日亲自选定，他还完成了其中的部分歌词。据称“金正日对它的指导多达150次”。在朝鲜官方报道中，还有一系列金正日的艺术成就：他首创了“旁唱”艺术；指导和创作了《血海》、《党的好女儿》、《密林啊，说吧》、《金刚山之歌》等歌剧。在金正日的带领下，朝鲜电影在20世纪六七十年代达到了一个高峰。
金正日自己也曾经说过：“如果我没有成为一名政治家，我肯定是个出色的电影导演，或者至少是个电影评论家。”据说金正日是韩国女演员李英爱的“粉丝”。所以2007年卢武铉准备与金正日会面时，将李英爱主演的《大长今》等影视DVD作为礼物送给金正日。

## 西方媒体报道
- 在金正日去世前的数年中一直有他中風入院，甚至已經逝世的传闻。2008年11月2日朝鲜官方電視台於發出金正日觀看足球賽的照片，但未提及照片的拍攝時間及地點，亦看不見足球員或球賽片段。日本富士電視台曾報道金正日長子金正男飛往巴黎，尋找神經外科醫生治療父親。日本前首相麻生太郎亦指金正日健康欠佳，但仍能控制大局[52]。2009年8月5日，美國前總統克林頓前往朝鲜與金正日協調釋放被拘留的兩名美國女記者，獲金正日接待，兩人合照的照片顯示金正日雖明顯消瘦，但與克林頓會談時仍能談笑風生，破除了外界猜測其病重的傳聞[53]。

## 著作
单行本
- 《加强党对群众团体工作的领导》，中文版1987朝鲜平壤外文出版社
- 《进一步发展科学技术》，中文版1989朝鲜平壤外文出版社
- 《关于主体思想》，中文版1989朝鲜平壤外文出版社
- 《改进和加强司法检察工作》，中文版1990朝鲜平壤外文出版社
- 《以人民群众为中心的我们朝鲜式社会主义战无不胜》，中文版1991年，朝鲜平壤外文出版社
- 《关于革命政党建设的根本问题》，中文版1992朝鲜平壤外文出版社
- 《将我国青年运动推进到新的更高阶段》，中文版1993朝鲜平壤外文出版社
- 《关于主体哲学》，中文版2002朝鲜平壤外文出版社

文集
- 《为了社会主义事业的胜利》，中文版1989朝鲜平壤外文出版社
- 《金正日选集》共15卷，中文版1992-2011朝鲜外文出版社
- 《金正日选集》补卷（第16卷），2012年朝鲜劳动党出版社
- 《为了完成主体革命事业》共10卷
- 《金正日全集》，从2012年至2023年已经出版58卷（内容至1999年）

## 家庭
| \| \| \| \| \| \| \| \| \| \| \| \| \| \| \| \| \| \| \| \| 高祖父：金膺禹（1845－1878） \| \| \| \| \| \| \| \| \| \| \| \| \| \| \| \| \| \| \| \| \| \| \| \| \| \| \| \| \| \| \| \| \| \| \| \| \| \| \| \| \| \| \| \| \| \| \| \| \| \| \| \| \| \| 曾祖父：金辅铉（1871－1955） \| \| \| \| \| \| \| \| \| \| \| \| \| \| \| \| \| \| \| \| \| \| \| \| \| \| \| \| \| \| \| \| \| \| \| \| \| \| \| \| \| \| \| \| \| \| \| \| \| \| \| \| \| \| 高祖母：李氏 \| \| \| \| \| \| \| \| \| \| \| \| \| \| \| \| \| \| \| \| \| \| \| \| \| \| \| \| \| \| \| \| \| \| \| \| \| \| \| \| \| \| \| \| \| \| \| \| \| \| \| \| \| \| 祖父：金亨稷（1894－1926） \| \| \| \| \| \| \| \| \| \| \| \| \| \| \| \| \| \| \| \| \| \| \| \| \| \| \| \| \| \| \| \| \| \| \| \| \| \| \| \| \| \| \| \| \| \| \| \| \| \| \| \| \| \| 曾祖母：李宝益（1876－1959） \| \| \| \| \| \| \| \| \| \| \| \| \| \| \| \| \| \| \| \| \| \| \| \| \| \| \| \| \| \| \| \| \| \| \| \| \| \| \| \| \| \| \| \| \| \| \| \| \| \| \| \| \| \| 父：金日成（1912－1994） \| \| \| \| \| \| \| \| \| \| \| \| \| \| \| \| \| \| \| \| \| \| \| \| \| \| \| \| \| \| \| \| \| \| \| \| \| \| \| \| \| \| \| \| \| \| \| \| \| \| \| \| \| \| 外曾祖父：康敦煜 \| \| \| \| \| \| \| \| \| \| \| \| \| \| \| \| \| \| \| \| \| \| \| \| \| \| \| \| \| \| \| \| \| \| \| \| \| \| \| \| \| \| \| \| \| \| \| \| \| \| \| \| \| \| 祖母：康盘石（1892－1932） \| \| \| \| \| \| \| \| \| \| \| \| \| \| \| \| \| \| \| \| \| \| \| \| \| \| \| \| \| \| \| \| \| \| \| \| \| \| \| \| \| \| \| \| \| \| \| \| \| \| \| \| \| \| 金正日（1941－2011） \| \| \| \| \| \| \| \| \| \| \| \| \| \| \| \| \| \| \| \| \| \| \| \| \| \| \| \| \| \| \| \| \| \| \| \| \| \| \| \| \| \| \| \| \| \| \| \| \| \| \| \| \| \| 母：金正淑（1917－1949） \| \| \| \| \| \| \| \| \| \| \| \| \| \| \| \| \| \| \| \| \| \| \| \| \| \| \| \| \| \| \| \| \| \| \| \| \| \| \| \| \| \| \| \| \| \| \| \| \| \| \| \| |                              |  |  |  |  |  |  |  |  |  |  |  |  |  |  |  |
| |                              |  |  |  |  |  |  |  |  |  |  |  |  |  |  |  |
| | 高祖父：金膺禹（1845－1878） |  |  |  |  |  |  |  |  |  |  |  |  |  |  |  |
| |                              |  |  |  |  |  |  |  |  |  |  |  |  |  |  |  |
| |                              |  |  |  |  |  |  |  |  |  |  |  |  |  |  |  |
| | 曾祖父：金辅铉（1871－1955） |  |  |  |  |  |  |  |  |  |  |  |  |  |  |  |
| |                              |  |  |  |  |  |  |  |  |  |  |  |  |  |  |  |
| |                              |  |  |  |  |  |  |  |  |  |  |  |  |  |  |  |
| | 高祖母：李氏                 |  |  |  |  |  |  |  |  |  |  |  |  |  |  |  |
| |                              |  |  |  |  |  |  |  |  |  |  |  |  |  |  |  |
| |                              |  |  |  |  |  |  |  |  |  |  |  |  |  |  |  |
| | 祖父：金亨稷（1894－1926）   |  |  |  |  |  |  |  |  |  |  |  |  |  |  |  |
| |                              |  |  |  |  |  |  |  |  |  |  |  |  |  |  |  |
| |                              |  |  |  |  |  |  |  |  |  |  |  |  |  |  |  |
| | 曾祖母：李宝益（1876－1959） |  |  |  |  |  |  |  |  |  |  |  |  |  |  |  |
| |                              |  |  |  |  |  |  |  |  |  |  |  |  |  |  |  |
| |                              |  |  |  |  |  |  |  |  |  |  |  |  |  |  |  |
| | 父：金日成（1912－1994）     |  |  |  |  |  |  |  |  |  |  |  |  |  |  |  |
| |                              |  |  |  |  |  |  |  |  |  |  |  |  |  |  |  |
| |                              |  |  |  |  |  |  |  |  |  |  |  |  |  |  |  |
| | 外曾祖父：康敦煜             |  |  |  |  |  |  |  |  |  |  |  |  |  |  |  |
| |                              |  |  |  |  |  |  |  |  |  |  |  |  |  |  |  |
| |                              |  |  |  |  |  |  |  |  |  |  |  |  |  |  |  |
| | 祖母：康盘石（1892－1932）   |  |  |  |  |  |  |  |  |  |  |  |  |  |  |  |
| |                              |  |  |  |  |  |  |  |  |  |  |  |  |  |  |  |
| |                              |  |  |  |  |  |  |  |  |  |  |  |  |  |  |  |
| | 金正日（1941－2011）         |  |  |  |  |  |  |  |  |  |  |  |  |  |  |  |
| |                              |  |  |  |  |  |  |  |  |  |  |  |  |  |  |  |
| |                              |  |  |  |  |  |  |  |  |  |  |  |  |  |  |  |
| | 母：金正淑（1917－1949）     |  |  |  |  |  |  |  |  |  |  |  |  |  |  |  |
| |                              |  |  |  |  |  |  |  |  |  |  |  |  |  |  |  |
| |                              |  |  |  |  |  |  |  |  |  |  |  |  |  |  |  |

- 洪一天（第一任妻子，1966年结婚，1969年离异，曾擔任最高人民會議代議員）[54]
  - 金惠敬（長女）
- 成蕙琳（被视作第二任妻子，是否正式结婚不详，2002年在莫斯科病逝）
  - 金正男（長子，2017年2月13日在馬來西亞遭到刺殺身亡。）
- 金英淑（继任妻子，1974年结婚，其余不详，曾為金日成辦公室打字員）
  - 金雪松（次女）
  - 金春松（三女）
- 高容姬（被视作第四任妻子，1977年开始与金同居，是否正式结婚不详，在日本朝鮮人，传闻2004年病逝）
  - 金正哲（次子）
  - 金正恩（三子，2012年起出任朝鮮勞動黨第一書記和中央軍事委員會委員長，成為第三代最高領導人）
  - 金與正（四女）
- 孫姬林（無正式身分，僅1980年左右同居，生下兩女後，1991年被拋棄[55]）
- （小有名气的女演员，是朝鲜1959年上映电影《春香传》的女主角，曾与金正日有过非公开恋情，后与朝鲜名导演刘浩善结婚。）
- 金玉（继任妻子，自1980年代任金正日「技術書記」，2008年后正式结婚）
  - 育有一子，姓名不詳[56]

## 评价

### 正面
- 中华人民共和国的官方唁电评价金正日称：“金正日同志是朝鲜朝鲜劳动党和朝鲜民主主义人民共和国的伟大领导者，他把毕生精力献给了朝鲜人民建设朝鲜式社会主义强盛国家的伟大事业，建立了不朽的历史功勋。金正日同志是中国人民的亲密朋友，他以极大热情继承和发展了由两国老一辈革命家亲自缔造和培育的中朝传统友谊，同中国领导人结下了深厚友谊，有力地推动了中朝睦邻友好合作关系不断向前发展。中国党、政府和中国人民对金正日同志的逝世深感悲痛，中国人民将永远怀念他。”[57]

- 中华人民共和国前总理朱镕基在《朱镕基答记者问》中评价金正日称：“我觉得他为人坦率、诚恳，思想很敏锐，知识很广博，信息也很广泛。我们讨论了很多东西，包括经济问题，包括中国的改革开放问题，其中也谈到你所说的设立开发区问题。我的印象是，他思想很开放，看得很远，同时也很虚心听取别人的意见。”[58]

- 日本前任首相小泉纯一郎：“凭我的感觉和与他的接触，他是一个很爽朗的人，也很有决断力，留给我的印象很不错。”[59]

### 负面
- 无国界记者评价金正日之死为“一个新闻自由的敌人死了”。[60]
- 小布什：“北韩领导人无心治国，不管老百姓是否有饭吃。”[61]
- 卢武铉于2004年11月在與時任美國總統小布什的會談中提到金正日時說：“是的，他确实是坏人，但我们没有必要公开谈论这些。”[62]
- 黄长烨：“金正日是一个冷酷无情的人，为紧紧抓住权力会不惜一切代价。”[63]

### 其他
- 金日成：“金英柱（金日成之弟）不狠毒，所以与叔叔相比，金正日狠毒是他的优点。”[64]
- 前中共中央总书记江泽民2009年9月同学者沈志华谈话时说：“小金这个人很狡猾。”[65]
- 韩国已故演员崔银姬（其和其夫申相玉曾先后被绑架到朝鲜）评价：金正日虽然很可怕，但艺术造诣却很深。[51]